# Футошки парк
Футошки парк је градски парк у Новом Саду. Настао је у првој декади 20. века., од некадашње велике шуме која се протезала до Футога. Подигнут је као парк специјалне намене око Јодне бање.

## Карактеристике
Пројектован је у мешовитом стилу, који је доминирао у вртној архитектури тог периода. Елементи сачуваног пројекта чувеног мађарског пејзажног архитекте Армина Пеца – Млађег (1855-1927) из 1907. године су препознатљиви у  реализованом решењу, о чему постоје документовани подаци. Простире се на површини од 8 хектара, 13 ари, 06 м2. Комплекс објеката Јодне бање који се налазе у парку, са непосредном околином заштићен је 1986. године као споменик културе од великог значаја, тако да Футошки парк и Јодна бања чине културно-историјиску целину од великог значаја за град. У парку се налази више геотермалних извора. На територији непосредне близине Јодне бање и у парку укупно је досада бушено седам бунара. Сви бунари су бушени на приближно истој дубини, те вода у њима исте физичке и хемијске особине.

## Флора
Парком доминирају високи лишћари, како по броју заступљених врста, тако и по броју присутних примерака. Заступљене су  многе алохтоне врсте, и то стабла ликвидамбра, састојине стабла софоре и црног ораха  великих размера, као и магнолије и др. Од високих лишћара у парку се налазе и аутохтоне врсте типичне за низијске пределе- храст, лужњак, бела топола, вез.
У парку се налазе стабла, која се издвајају по својој виталности и декоративности. На предњем платоу, испред саме зграде бање налази се старо стабло платана, које убедљиво доминира простором. Два стабла тулипановца у Футошком парку су најстарији забележени примерци ове врсте на јавним зеленим површинама у Новом Саду. Посебно је декоративно стабло пирамидалне беле тополе.
У парку су високи четинари заступљени појединачно или у групама. Изузетним хабитусом и великом старошћу се истичу стабла мочварног чемпреса, као и калифорнијског либокедра, црног бора, белог бора и Панчићеве оморике.

## Галерија слика
- Футошки парк
- Футошки парк
- Футошки парк
- Футошки парк
- Футошки парк
- Футошки парк
- Футошки парк
- Футошки парк
- Футошки парк
- Футошки парк
- Футошки парк
- Футошки парк